# Akak (Ngomedzap)
Pour les articles homonymes, voir Akak.
Akak est un village du Cameroun, situé dans la commune de Ngomedzap, le département du Nyong-et-So'o et la région du Centre.

## Population
En 1963, Akak comptait 161 habitants, principalement des Ewondo. Lors du recensement de 2005, on y a dénombré 164 personnes.